# Yves de Boisboissel
Pour les articles homonymes, voir Boisboissel.
Yves de Boisboissel, né à Paris le 7 mai 1886 et mort dans la même ville le 17 février 1960, est un militaire français, général des troupes coloniales.
Après une carrière entière dans les troupes coloniales, il est nommé général en chef des troupes de l’Afrique-Occidentale française à la fin de la Seconde Guerre mondiale ; à ce poste, il approuve la préparation de la répression des tirailleurs du camp de Thiaroye qui aboutit au massacre de Thiaroye.

## Biographie

### Carrière militaire
Issu d'une ancienne famille de la noblesse bretonne — sa famille possède le château du Pélem à Saint-Nicolas-du-Pélem —, Yves de Boisboissel prépare l'École navale, au collège Saint-Charles à Saint-Brieuc. Admissible deux années de suite, il échoue de très peu. Il fait l'École d'hydrographie du Havre où il obtient son brevet supérieur de capitaine au long cours puis embarque sur un voilier pour y faire un tour du monde. Il intègre ensuite l'école spéciale militaire de Saint-Cyr dont il sort 8e en 1909. Il est alors affecté au 22e régiment d'infanterie coloniale à Hyères (Var) puis en 1913 au 2e bataillon de tirailleurs sénégalais à Tombouctou comme officier méhariste. En 1911, il escorte l'azalaï, la caravane du sel, de Tombouctou à Taoudeni. En 1912, il entre à Oualata, une ancienne capitale de l'empire du Mali, avec la colonne Roullet, qui effectue la liaison avec les méharistes de Mauritanie : la jonction AFN-AOF (Afrique française du Nord-Afrique-Occidentale française) est réalisée. Le 16 décembre 1912, il est cité à l'ordre de la Région de Tombouctou, pour avoir mené de main de maître la poursuite d'un razzi. En mars 1913, il est proposé pour la Croix de la Légion d'honneur, à 26 ans, fait exceptionnel pour l'époque.
Entre 1914 et 1916, il est de nouveau en poste au Maroc, où il est nommé capitaine à l’état-major du général Lyautey. En 1917, muté sur le front européen, il combat comme capitaine devant le Moulin de Laffaux, dont il couvre les abords avec sa compagnie de mitrailleuses du 22e Colonial. Il reste seize mois sur le front français, où il reçoit une citation très élogieuse pour sa conduite au Chemin des Dames à l'ordre du corps d'armée, le 14 mai 1917. Le 15 juin 1918, il retrouve le Maroc, à l’état-major du 1er corps d'armée colonial. En juin et début juillet 1925, alors que 5000 Riffains s'avancent dans la région de Taza sous la conduite d’Abd-el-Krim, le groupe Freydenberg livre 32 combats en 19 jours. En août 1925, le général Naulin cite alors à l'ordre de l'armée le commandant de Boisboissel dont les brillantes qualités se sont à nouveau affirmées et loue sa coopération à la coordination des troupes françaises et espagnoles. Après un passage à l'École supérieure de guerre, il devient chef d’état-major de la région marocaine de Meknès. En 1930, il est nommé lieutenant-colonel, devient membre du Conseil supérieur de la guerre et participe à l'organisation de l'Exposition coloniale internationale de 1931.
En août 1931, il prend ses fonctions de chef d’état-major des troupes de l'Afrique-Occidentale française, auprès du général Freydenberg, qui l'a fait venir à Dakar. À Noël 1933, il est nommé colonel et lors de son rapatriement, le 24 juillet 1934, le général Thiry, commandant supérieur souligne ses qualités qui en font un chef d’état-major modèle. De 1934 au 1er janvier 1937, le colonel de Boisboissel commande le 21e régiment d'infanterie coloniale, puis devient en 1937 auditeur au Centre des hautes études militaires. Il part en Indochine où, de 1938 à 1941, il commande la division de Cochinchine-Cambodge. En octobre 1940, il est chargé de la défense du Cambodge lors de la guerre franco-thaïlandaise. En 1941, il est affecté en Algérie, d'abord comme adjoint du général Koeltz, puis comme commandant de la 19e région militaire avec pour mission de maintenir en état l'armée d'Afrique et de la préparer à la reconquête de la France aux côtés des Alliés.[réf. nécessaire]
Lors du débarquement allié en Afrique du Nord, il combat dans les rangs des troupes de Vichy, face aux Alliés américano-britanniques.
Le 25 décembre 1942, il est promu général de corps d'armée.
En juin 1943, il est nommé commandant supérieur des troupes de l'AOF.

### Massacre de Thiaroye
Le massacre de Thiaroye eut lieu au Sénégal, près de Dakar, le 1er décembre 1944 alors que le général Yves de Boisboissel était commandant en chef de troupes de l’AOF. Le 21 novembre 1944, un contingent de 1600 à 1700 tirailleurs sénégalais (dont l’effectif officiel est ensuite réduit à 1300) débarque à Dakar et est acheminé au camp de Thiaroye pour qu’il soit procédé à leur démobilisation et qu’ils puissent rentrer dans leurs foyers, après quatre ans de captivité dans les Frontstalag. Le 27 novembre, le premier contingent refuse de prendre le train pour Bamako, la liquidation de leurs arriérés n’ayant pas été faite,. Le lendemain, le général Marcel Dagnan, issu de la même promotion de Saint-Cyr que Boisboissel se déplace sur place, mais ne parvient pas à convaincre les tirailleurs et leur fait la promesse qu’ils toucheront leur dû. Il organise ensuite, avec l’accord de ses supérieurs Boisboissel, et le gouverneur de l’AOF, la répression. Rassemblant toutes les forces disponibles, soit environ un millier d’hommes et quelques blindés, Dagnan encercle le camp et fait tirer sur les tirailleurs à l’arme automatique. Les autorités françaises reconnaissent 70 morts ; aujourd’hui, les historiens estiment qu’il est possible que plusieurs centaines de tirailleurs aient été massacrés. Pour masquer la réalité des faits, plusieurs documents aujourd’hui consultables aux archives ont été falsifiés : l’historien Martin Mourre qualifie Yves de Boisboissel de faussaire.
Un rapport du consul britannique à Dakar datant d’un mois après la répression signale que le général de Boisboissel est en état de choc, visiblement marqué par le massacre.
Il quitte le service actif le 7 mai 1945 avec le grade de général de corps d'armée.
Il est élevé à la dignité de Grand Officier de la légion d'honneur par le maréchal Alphonse Juin en 1942. Il est également décoré des palmes académiques.

### L'écrivain
Élu non résident à l'Académie des sciences d'outre-mer en janvier 1950, il en devient membre titulaire en juillet 1953. Il est l'un des fondateurs de la Société de géographie commerciale de Paris.
Il écrit lors de sa retraite plusieurs articles dans des revues militaires, ainsi que des ouvrages sur les troupes des territoires d'outre-mer et notamment sur les Tirailleurs Sénégalais. Il publie également plusieurs ouvrages sur sa Bretagne natale. Il devient membre actif du collège des Bardes et membre d'honneur du Gorsedd, l'assemblée des bardes de Bretagne.

## Publications
- Souffles du terroir et du large, Saint-Brieuc, O.-L. Aubert, 1928, 117 p.

- Prix Montyon 1935 de l'Académie française
- Peaux noires, cœurs blancs, Impr. et libraire universelle L. Fournier, Paris, 1931, 131 p.
- Dans l'ombre de Lyautey, A. Bonne éditeur, Paris, 1953, 367 p.
- Un Baroudeur : le capitaine Georges Mangin : 1873-1908, Peyronnet, Paris, 1954, 161 p.
- Bretagne, ma mère bien-aimée, Peyronnet, Paris, 1955, 127 p.
- Le Dernier Avocat général au Parlement de Bretagne : Hippolyte Loz de Beaucours: 1746-1830, Peyronnet, Paris, 1955, 303 pages
- « Le Naufrage de La Méduse et ses suites militaires », Revue internationale d’histoire militaire, Dakar,‎ 1956, in-8°, p. 64-96.
- Histoire de Saint Nicolas du Pélem, Impr. de la manutention, Mayenne, 1951 réédité 1994, 122 p.